# Андреј Илић (фудбалер)
Андреј Илић (Београд, 3. априла 2000) српски је фудбалер који тренутно наступа за РФС.

## Каријера

### Напредак Крушевац
Илић је од своје осме године био полазник фудбалске школе београдског Партизана, у ком је прошао све млађе категорије. Он је, потом, 2015. године, уступљен филијали Телеоптику, где је наступао за кадетску селекцију до краја такмичарске 2015/16. сезоне. Првог дана септембра 2017. године, Илић је заједно са вршњацима Јованом Кокиром и Светозаром Марковићем потписао свој први професионални уговор са Партизаном. Годину дана касније напустио је клуб и прешао у крушевачки Напредак, са којим је потписао трогодишњи уговор.
После уводна два месеца под уговором са Напретком, Илић је за тај тим дебитовао против свог бившег клуба, Партизана, у 13. колу Суперлиге Србије за такмичарску 2018/19. Тада је у игру ушао пред крај сусрета, завршеног резултатом 1 : 1, уместо јединог стрелца за Напредак, Алексе Вукановића. Након тога је одиграо још по неколико минута против лучанске Младости, као и на гостовању Земуну. У стартној постави своје екипе по први пут се нашао на затварању јесењег дела првенства, када је учествовао у акцији код јединог гола своје екипе у поразу од нишког Радничког. Такође, асистирао је Игору Ивановићу, у поразу од Чукаричког резултатом 2 : 1, у 25. колу Суперлиге. До краја шампионата, Илић је постигао два поготка. Био је стрелац у победи од 5 : 0 над новосадском Војводином у 2. колу доигравања, те у 35. колу првенства против Партизана. Услед повреде на тој утакмици, игру је напустио у 35. минуту и у преостала два кола није био у саставу Напретка. Против Партизана је, претходно, наступио и у четвртини финала Купа Србије, када је Напредак елиминисан резултатом 4 : 0. Током такмичарске 2019/20. Илић је најчешће улазио у игру са клупе за резервне фудбалере, док је неке утакмице пропустио због повреде. Свој једини погодак у сезони постигао је против Јавора у 6. колу, док је читав сусрет одиграо још против Црвене звезде у 26. колу. Такође, забележио је и један сусрет у Купу Србије, када је Напредак елиминисан од екипе ТСЦ Бачке Тополе у шеснаестини финала тог такмичења, после извођења једанаестераца. Током две сезоне у екипи Напретка, Илић је одиграо 31 такмичарски сусрет и постигао укупно три поготка, уз две асистенције. Клуб је напустио лета 2020. године као слободан играч.

### Јавор Ивањица
Пред крај летњег прелазног рока 2020. године, Илић је првог дана октобра представљен као појачање ивањичког Јавора. Са клубом је потписао уговор у трајању од три и по године. Потписом за клуб, стекао је право наступа као један од бонус играча у постави, док је у економату задужио дрес са бројем 20. По окончању репрезентативне паузе у октобру, Илић је за клуб дебитовао на сусрету 11. кола Суперлиге Србије против Металца из Горњег Милановца. Тада је на терену провео 69 минута, после чега га је заменио Ибрахим Танко. Неколико дана касније наступио је и у шеснаестини финала Купа Србије, када је Јавор елиминисао Раднички из Крагујевца и пласирао се у следећу фазу такмичења. Свој први погодак за Јавор, Илић је постигао 10. новембра 2020. у поразу од суботичког Спартака на домаћем терену, док је десет дана касније стрелац био и против Пролетера у Новом Саду. По трећи пут је погодио за Јавор на сусрету са Вождовцем у претпоследњем колу првог дела сезоне. На отварању другог дела сезоне, Илић је био асистент код другог гола Луке Луковића у победи од 4 : 1 над саставом лучанске Младости. У 23. колу, Илић је био стрелац јединог поготка за минималну победу над Новим Пазаром. Или је такође погодио и у 27. колу, доневши свом клубу изједначење против Рада, након центаршута Милорада Балабановића. Одмах затим, у наредном колу, Илић је погодио на сусрету са Златибором на Градском стадиону у Ужицу, а учествовао је и у акцији приликом које је Лука Луковић поставио коначних 0 : 2. У завршници сезоне, Илић је погодио на три узастопна сусрета од 33. до 35. кола, са Мачвом, Спартаком, односно Пролетером. Након четвртог жутог картона који је добио у претпоследњем колу против Чукаричког, онемогућен је да наступи на гостовању Вождовцу на затварању сезоне. Ремијем без погодака на крову Тржног центра, Јавор је испао из такмичења. Илић је за Јавор у лигашком делу сезоне постигао 9 погодака, па ју је окончао на другом месту клупске листе стрелаца, иза Луке Луковића са 16 голова. Илић је и након испадања у нижи степен такмичења остао у Јавору, уз договор са челницима клуба да започне нову сезону у Првој лиги Србије.

### РФС
Почетком септембра 2021. године, Илић је потписао трогодишњи уговор са летонским клубом РФС-ом, а на званичном веб-сајту том приликом је назначено да је приступио као слободан играч. Илић је означен као замена за Дарка Лемајића, такође српског нападача, који је нешто раније напустио РФС. Дебитовао је поготком против Риге и са својом екипом обезбедио пласман у финале купа. Три дана касније наступио је и у лиги, против екипе Лијепаје. Први погодак у летонском шампионату постигао је у ремију са Спартаксом из Јурмале 16. октобра 2021, док је неколико дана касније био стрелац и асистент у победи над екипом Мете. Победом над Лијепајом у финалној утакмици, Илић је са РФС-ом освојио летонски куп. Сусрет 7. кола, када је РФС гостовао Даугавпилсу, завршен је резултатом 0 : 3. Илић је тада био асистент код једног од погодака. На гостовању истом тиму у 28. колу учествовао је код оба поготка, као стрелац и асистент. Том победом је РФС освојио титулу, односно дуплу круну.
У другом колу наредне сезоне, Илић је био двоструки стрелац у победи од 4 : 0 над екипом Даугавпилса.

## Репрезентација
Селектор младе репрезентације Србије, Звонко Живковић, уврстио је Илића крајем маја 2021. на списак играча за пријатељске утакмице наредног месеца. На припремној утакмици са сениорским саставом, Илић је постигао један од два поготка своје екипе у поразу од 4 : 2. Дебитовао је у ремију без погодака са одговарајућом екипом Русије, 6. јуна исте године. Два дана касније наступио је и на сусрету са олимпијском репрезентацијом Бразила. У квалификацијама за Европско првенство дебитовао је против Јерменије 7. октобра 2021. Илићево име није било на списку који је вршилац дужности селектора младе репрезентације, Александар Рогић, објавио за сусрете у новембру 2021. са екипама Фарских Острва и Украјине. Наступио је и на последње две утакмице у квалификационом циклусу, против Француске и Фарских Острва, током јуна 2022.

## Статистика

### Клупска
Ажурирано 26. марта 2022.
|                   |          |                    |    |    |   |   |   |   |   |   |    |    |  |  |
| Напредак Крушевац | 2018/19. | Суперлига Србије   | 13 | 2  | 1 | 0 | — | — | — | — | 14 | 2  |  |  |
| Напредак Крушевац | 2019/20. | Суперлига Србије   | 16 | 1  | 1 | 0 | — | — | — | — | 17 | 1  |  |  |
| Напредак Крушевац | Укупно   | Укупно             | 29 | 3  | 2 | 0 | — | — | — | — | 31 | 3  |  |  |
|                   |          |                    |    |    |   |   |   |   |   |   |    |    |  |  |
| Јавор Ивањица     | 2020/21. | Суперлига Србије   | 27 | 9  | 2 | 0 | — | — | — | — | 29 | 9  |  |  |
| Јавор Ивањица     | 2021/22. | Прва лига Србије   | 0  | 0  | — | — | — | — | — | — | 0  | 0  |  |  |
| Јавор Ивањица     | Укупно   | Укупно             | 27 | 9  | 2 | 0 | — | — | — | — | 29 | 9  |  |  |
|                   |          |                    |    |    |   |   |   |   |   |   |    |    |  |  |
| РФС               | 2021.    | Прва лига Летоније | 8  | 3  | 2 | 1 | — | — | — | — | 10 | 4  |  |  |
| РФС               | 2022.    | Прва лига Летоније | 2  | 2  | 0 | 0 | — | — | — | — | 2  | 2  |  |  |
| РФС               | Укупно   | Укупно             | 10 | 5  | 2 | 1 | — | — | — | — | 12 | 6  |  |  |
|                   |          |                    |    |    |   |   |   |   |   |   |    |    |  |  |
| Каријера          | Каријера | Каријера           | 66 | 17 | 6 | 1 | — | — | — | — | 72 | 18 |  |  |
|                   |          |                    |    |    |   |   |   |   |   |   |    |    |  |  |

### Утакмице у дресу репрезентације
| Репрезентација Србије у узрасту до 21 године старости | Репрезентација Србије у узрасту до 21 године старости | Репрезентација Србије у узрасту до 21 године старости | Репрезентација Србије у узрасту до 21 године старости | Репрезентација Србије у узрасту до 21 године старости | Репрезентација Србије у узрасту до 21 године старости | Репрезентација Србије у узрасту до 21 године старости | Репрезентација Србије у узрасту до 21 године старости | Репрезентација Србије у узрасту до 21 године старости | Репрезентација Србије у узрасту до 21 године старости |
| #                                                     | Датум                                                 | Такмичење                                             | Локација                                              | Домаћин                                               | Резултат                                              | Гост                                                  | Гол                                                   | Реф.                                                  |                                                       |
| ----------------------------------------------------- | ----------------------------------------------------- | ----------------------------------------------------- | ----------------------------------------------------- | ----------------------------------------------------- | ----------------------------------------------------- | ----------------------------------------------------- | ----------------------------------------------------- | ----------------------------------------------------- | ----------------------------------------------------- |
| 1                                                     | 6. јун 2021.                                          | Пријатељска утакмица                                  | Кућа фудбала, Стара Пазова                            | Србија                                                | 0 : 0                                                 | Русија                                                |                                                       | [ 68 ]                                                |                                                       |
| 2                                                     | 8. јун 2021.                                          | Пријатељска утакмица                                  | Кућа фудбала, Стара Пазова                            | Србија                                                | 0 : 3                                                 | Бразил                                                |                                                       | [ 69 ]                                                |                                                       |
| 3.                                                    | 7. октобар 2021.                                      | Квалификације за Европско првенство                   | Фудбалска академија, Јереван                          | Јерменија                                             | 1 : 4                                                 | Србија                                                |                                                       | [ 70 ]                                                |                                                       |
| 4.                                                    | 12. октобар 2021.                                     | Квалификације за Европско првенство                   | Стадион Партизана, Београд                            | Србија                                                | 0 : 3                                                 | Француска                                             |                                                       | [ 79 ]                                                |                                                       |
| 5.                                                    | 2. јун 2022.                                          | Квалификације за Европско првенство                   | Алпски стадион, Гренобл                               | Француска                                             | 2 : 0                                                 | Србија                                                |                                                       | [ 73 ]                                                |                                                       |
| 6.                                                    | 7. јун 2022.                                          | Квалификације за Европско првенство                   | Стадион у Клаксвику                                   | Фарска Острва                                         | 1 : 1                                                 | Србија                                                |                                                       | [ 74 ]                                                |                                                       |
| 6                                                     | Укупан број утакмица и постигнутих погодака           | Укупан број утакмица и постигнутих погодака           | Укупан број утакмица и постигнутих погодака           | Укупан број утакмица и постигнутих погодака           | Укупан број утакмица и постигнутих погодака           | Укупан број утакмица и постигнутих погодака           | 0                                                     |                                                       |                                                       |

## Трофеји, награде и признања

### Екипно
РФС
- Прва лига Летоније : 2021.[62]
- Куп Летоније : 2021.[60]